# Günther Herrmann
Pour les articles homonymes, voir Herrmann.
Ne doit pas être confondu avec Günther Herrmann (commandant SS).
Günther Herrmann, né le 1er septembre 1939 à Trèves en Allemagne et mort le 22 juillet 2023 à Sion, est un footballeur international ouest-allemand, qui évoluait au poste de milieu de terrain.

## Biographie[3]

### Carrière en club
Avec le club du FC Sion, il remporte un championnat de Suisse de deuxième division, et une Coupe de Suisse.
Avec le club de Karlsruher, il atteint la finale de la Coupe d'Allemagne en 1960, en étant battu par le Borussia Mönchengladbach, et remporte un titre de champion d'Oberliga Sud la même année. 
Avec les équipes de Karlsruher et de Schalke, il dispute un total de 249 matchs en première division allemande, pour 46 buts inscrits. Il réalise sa meilleure performance lors de la saison 1966-1967, où il inscrit 8 buts en championnat.

### Carrière en sélection
Avec l'équipe de RFA, il joue 9 matchs et inscrit un but entre 1960 et 1967. 
Il joue son premier match en équipe nationale le 26 octobre 1960 contre l'Irlande du Nord, et son dernier le 22 mars 1967 contre la Bulgarie. Il inscrit un but le 26 mars 1961 lors d'une rencontre amicale face au Chili.
Il figure dans le groupe des sélectionnés lors de la Coupe du monde de 1962. Il ne joue aucun match lors du mondial organisé au Chili, mais dispute toutefois 3 matchs comptant pour les tours préliminaires de cette coupe du monde.

## Palmarès
FC Sion
- Championnat de Suisse de D2 (1) :
  - Vainqueur : 1969-70.

- Coupe de Suisse (1) :
  - Vainqueur : 1973-74.

 Karlsruher SC
- Coupe d'Allemagne (0) :
  - Finaliste : 1959-60

- Oberliga Sud (1) :
  - Vainqueur : 1960